# Fatum Elisum
Fatum Elisum war eine 2007 gegründete Death-Doom- und Gothic-Metal-Band.

## Geschichte
Orientiert an frühen Vertretern des Death Dooms sowie des Black und Dark Metals gründeten die Gitarrist Hugo und Christophe mit dem Schlagzeuger Sator und dem Bassisten Asgeirr 2007 Fatum Elisum. Als besonderen Einfluss nannte die Gruppe Deinonychus. Ende stieß alsbald als Sänger hinzu. Nach ersten gemeinsamen Proben verließ Sator die Band und wurde durch einen zweiten Christophe ersetzt. Im November 2007 trat die Band als Vorgruppe für Indesinence und Ataraxie auf. Im Juni 2008 nahmen Fatum Elisum in Kooperation mit Post Ghost Recordings ihre Debüt-EP auf. Stu Gregg nahm die Gruppe für Aesthetic Death Records unter Vertrag und veröffentlichte die selbstbetitelte EP im September 2009 erneut. Es folgten internationale Auftritte mit Esoteric, Mournful Congregation, Rising Dust, Yuck und Longing for Dawn sowie auf dem Dutch Doom Day. Im Jahr 2011 erschien das Album Homo Hihilis via Aesthetic Death. Fatum Elisu löste sich 2014 auf.

## Stil
Der von Fatum Elisum gespielte Stil wird zumeist dem Death Doom zugerechnet, indes wird die Gruppe überwiegend mit Vertretern des Gothic Metal verglichen. So werden mehrfach Parallelen zu My Dying Bride gezogen. Als weitere Vergleichsgrößen werden Paradise Lost, Type O Negative und Cathedral benannt. Die Gruppe selbst zieht hingegen Parallelen zu Deinonychus, deren Musik ebenfalls zwischen Death Doom, Funeral Doom, Gothic-, Death- und Dark-Metal variiert.
Als markantes Merkmal der Musik wird der Gesang hervorgehoben. Ende würde, so das Amboss-Mag zwischen epischem Gesang, Grollen und Schreien variieren. Der gleichen Rezension zur Folge wechselt die „Musik […] ständig und neben kurzen melodischen Ausflügen findet man sich im Doom-Death-Galopp wieder und als Highlight folgt der ‘Verzweiflungspart’, der dich seine Verzweiflung fühlen lässt, wenn er die Worte herausspeit.“ Nach Metal.de „dominiert ein klagender Bariton, der in Teilen eine gewisse Ähnlichkeit zu Peter Steele (TYPE O NEGATIVE) nicht leugnet, sich jedoch hin und wieder zu einem kraftvollen Grunzen oder vereinzelt auch zu einem gequälten Wimmern wandelt“. Das Gitarrenspiel wird einerseits als besonders abwechslungsreich, andererseits als typisch für den Death Doom umschrieben. Laut Musikreviews sei an den „Riffs und gedehnten Leads […] wenig Bemerkenswertes“. Der Rhythmus ist zumeist ruhig gehalten wird jedoch ebenfalls variiert.

## Diskografie
- 2008: Fatum Elisum (EP, Post Ghost Recordings)
- 2009: Fatum Elisum (EP, Aesthetic Death Records)
- 2011: Homo Nihilis (Album, Aesthetic Death Records)